# 羅傑斯鎮區 (伊利諾伊州福德縣)
羅傑斯鎮區（英語：Rogers Township）是位於美國伊利諾伊州福特縣的一個行政鎮區。

## 地方資料
根據2010年美國人口普查的數據，羅傑斯鎮區的面積為62.90平方千米，當中陸地面積為62.87平方千米，而水域面積為0.03平方千米。當地共有人口430人，而人口密度為每平方千米6.84人。